# Gaaden
Gaaden är en ort och kommun  i Österrike. Den ligger i distriktet Mödling i förbundslandet Niederösterreich, cirka 21 kilometer söder om Wien.